# Plateau de proprioception

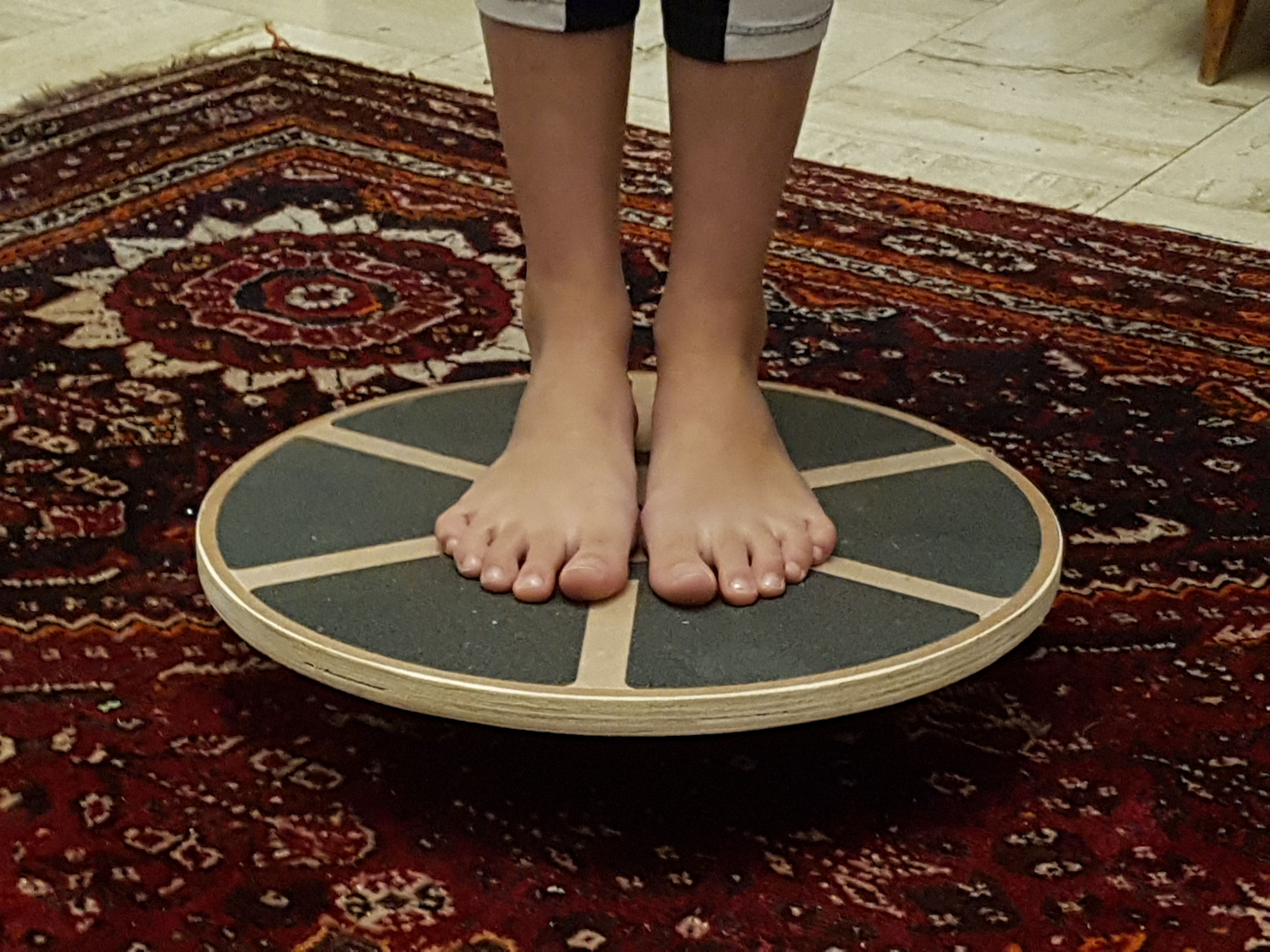
Plateau de proprioception

La planche d'équilibre, plateau de Freeman ou encore appelée planche ou plateau de proprioception est un instrument qui sert à travailler la proprioception, plus particulièrement celle des membres inférieurs du corps, donc les jambes. La planche est composée d'une demi-sphère surmontée d'un plateau en forme de disque, qui est d'un diamètre suffisant pour y placer les pieds. L'exercice consiste à tenir en équilibre sur le plateau, devenu instable du fait du seul appui de la demi-boule par le point de contact avec le sol. L'appareil est utilisé dans les exercices de rééducation du genou et de la cheville. Il est aussi employé par les sportifs pour améliorer la proprioception, l'équilibre postural, le gainage, la souplesse ou pour renforcer les muscles, tendons et ligaments des membres inférieurs.

## Dimensions et caractéristiques
Le plateau est généralement d'un diamètre de 40 cm. Il est en bois ou en matière plastique. La face supérieure est recouverte d'une surface antidérapante.  
Sur la face inférieure et en position centrale est fixée une demi-sphère. Elle est d'un diamètre réduit, généralement de 8 cm.   
La demi-boule réhausse le plateau de 6 à 8 cm au dessus du sol. Le placement à une ou deux jambes sur le plateau est instable et nécessite un ajustement permanent de l'équilibre postural.  

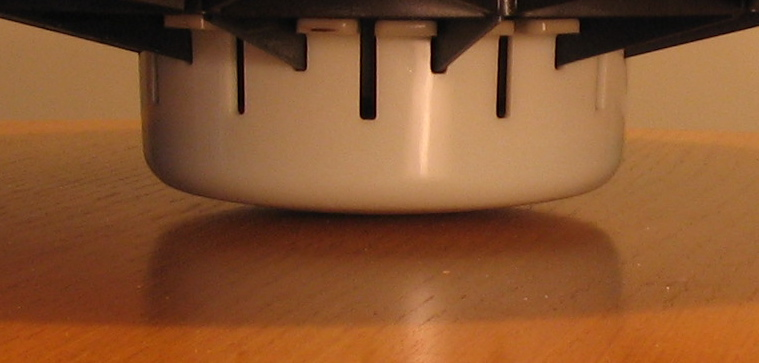
Plateau d'équilibre de hauteur ajustable

### Options
- Pour certains modèles, la boule est d'une hauteur ajustable.
- Pour d'autres, le plateau est rectangulaire au lieu d'être circulaire[1].

## Utilités
Le but des exercices utilisant la planche d'équilibre est de travailler les membres inférieurs, en renforçant la stabilité des jambes, des chevilles et des genoux.
La planche est utilisée aussi bien en yoga, pilates qu'en kinésithérapie pour la rééducation post-traumatique du genou ou de la cheville . 
La planche d'équilibre va permettre : 
- le travail de la proprioception perdue à la suite d'une chute, d'un traumatisme, d'un accident,
- le traitement des troubles de l'équilibre
- l'amélioration de la mobilité, de la coordination et des aptitudes motrices[1],[4]
- de retrouver la souplesse du bas du corps (chevilles, genoux, hanches...) par des mouvements du pied d'avant en arrière, sur les côtés ou circulaires
- de diminuer les raideurs musculaires,
- de prévenir les entorses
- de travailler la musculation en même temps que l'équilibre, par des exercices spécifiques (squats sur une jambe, extension de la jambe externe au plateau)
- la préparation de disciplines sportives sollicitant beaucoup les appuis comme le trail [3].

### Renforcement de la proprioception
La proprioception est la perception des sensations du corps qui renseigne une personne sur son attitude, sa position dans l'espace, ses mouvements et son équilibre.  La proprioception est une capacité, consciente ou inconsciente.  C'est grâce elle que notre corps génère le plus tôt possible la bonne réponse à des stimuli et que nous adaptons notre façon de marcher en fonction du ressenti de nos pieds sur le sol. Ainsi, les risques de chutes diminuent.
La mobilisation des facultés est accrue lorsqu'au lieu de reposer deux jambes sur le plateau, on essaye de tenir debout sur une seule jambe en équilibre. Cet exercice contribue aussi à la musculation autour du genou.

### Equilibre et musculation
Lorsque l’équilibre sur le plateau est bien maîtrisé, il est possible d’aller plus loin en combinant l'équilibre à la musculation d’autres parties de la jambe : squats sur une jambe ou extension à l’arrière et à l’horizontale de la jambe externe au plateau. Deux exercices réalisables sur le sol mais auxquels le plateau confère d’autres vertus que la simple musculation des quadriceps et des fessiers.

### Activité post-immobilisation ou post-opératoire
Les capacités proprioceptives peuvent avoir été altérées après une chute, un traumatisme ou un accident. De même après une immobilisation ou une opération, il est fondamental de faire travailler les différents muscles de la jambe pour retrouver une parfaite motricité, coordination et stabilité. Le plateau de Freeman des kinésithérapeutes est parfois composé de mousses avec différents degrés et d'une cale pour régler la hauteur. Très technique, il permet de réaliser une contraction à la fois isométrique, concentrique et excentrique.

### Aide à la pratique sportive
Si c’est un bon outil de rééducation avec les cales, il peut être également utilisé par les sportifs de haut niveau, qui sollicite beaucoup les articulations de la jambe, avec des flexions et extensions de la cheville. Le travail d’équilibre est intéressant en fonction des sports, avec des variations et une recherche permanente d’équilibre.